# Фания Янева
Фания Анастасова Янева е българска просветна деятелка от късното Българско възраждане в Македония.

## Биография
Родена е като Фания Никушева в град Охрид, тогава в Османската империя, днес в Северна Македония. Учи в Битоля при прочутата учителка Неделя Петкова. В 1881 година учителства в Битоля, а в 1883 година е назначена за българска учителка в Костур, където успява да привлече много момичета в българското училище. Преследвана е от гръцките църковни власти. В Костур се жени за Иван Д. Янев. След Междусъюзническата война емигрира в Бургас.